# José Romera
José Antonio Romera Navarro (Chirivella, provincia de Valencia, 8 de septiembre de 1987) es un futbolista español que juega en la posición de defensa para el C. D. Utiel de la Tercera División RFEF.

## Trayectoria
Romera es un defensa formado en el Levante UD donde pasaría por su filial y también formaría parte de los equipos de la tercera división valenciana como CF Gandía y en el equipo del CD Onda.
En el verano de 2012 va a realizar una prueba con el FK Dukla Praga, con el que firmó un contrato en julio. Después de haber jugado en la liga checa una temporada, Romera firma un nuevo contrato de dos años más, militando en dicho club hasta el 2014, año en el que ficha por el FK Jablonec checo.
La temporada 2016-17 fichó por el Dinamo de Bucarest.
En julio de 2018 volvió a España para jugar en las filas de la U. D. Almería de la Segunda División. Volvió al fútbol español tras un periplo en el extranjero que duró seis años, tras consolidarse a nivel profesional en el fútbol rumano y checo, donde acumuló 170 partidos.
Etuvo dos temporadas en el equipo andaluz, la 2018-19 y 2019-20, y en la primera de ellas fue titular en 38 partidos de Segunda. En la segunda bajó su participación hasta los 20 encuentros. Llegó a ser capitán hasta rescindir su contrato en septiembre de 2020.
El 29 de diciembre de 2020 firmó por el UCAM Murcia C. F. que militaba en la Segunda División B. Allí estuvo hasta final de temporada y, para el curso 2021-22, continuó su carrera en el C. F. La Nucía.

## Clubes
| Club               | País            | Año       |
| ------------------ | --------------- | --------- |
| Levante U. D. "B"  | España          | 2006-2007 |
| C. D. Onda         | España          | 2007      |
| Levante U. D. "B"  | España          | 2008      |
| C. F. Gandía       | España          | 2008-2012 |
| F. K. Dukla Praga  | República Checa | 2012-2014 |
| F. K. Jablonec     | República Checa | 2014-2016 |
| Dinamo de Bucarest | Rumania         | 2016-2018 |
| U. D. Almería      | España          | 2018-2020 |
| UCAM Murcia C. F.  | España          | 2021      |
| C. F. La Nucía     | España          | 2021-     |